# Katridekakog
Katridekakog – białko stosowane jako biofarmaceutyk w leczeniu niedoboru czynnika XIII.
Jest to rekombinowana podjednostka A czynnika krzepnięcia XIII, używana w zapobieganiu krwotoków u ludzi z wrodzonymi chorobami genetycznymi polegającymi na niewystarczającej syntezie tego białka. Jest to pierwszy lek zarejestrowany przez amerykańską Agencję Żywności i Leków przeznaczony w celu leczenia tej choroby. Badania kliniczne przeprowadzone na grupie 77 pacjentów wykazały, że lek ten w dawce 35 IU/kg raz na miesiąc był skuteczny u 90% pacjentów. Prawdopodobieństwo wystąpienia objawów niepożądanych (ból głowy, ból kończyn, podrażnienie w miejscu iniekcji leku) jest mniejsze niż 1%.
Lek ten może być wykorzystywany nie tylko jako profilaktyka krwotoków, ale także podczas operacji w przypadku wystąpienia krwawienia.